# Трудлер Григорій Давидович
Григорій Давидович Тру́длер (нар. 17 травня 1915, Кременчук — 1992) — український радянський архітектор.

## Біографія
Народився 17 травня 1915 року у місті Кременчузі (тепер Полтавська область, Україна) в єврейській сім'ї. Брав участь в Другій світовій війні. Нагороджений орденом Вітчизняної війни 2 ступеня (6 квітня 1985), медалями «За відвагу» (9 березня 1945), «За перемогу над Німеччиною у Великій Вітчизняній війні 1941—1945 рр.» та ювілейними медалями.
1947 року закінчив Харківський інженерно-будівельний інститут. Працював в інститутах «Облпроект», «Облміськсільпроект» (Харків), «Діпромісто» (Херсон). Помер у 1992 році.

## Споруди
Автор проектів низки житлових будинків, об'єктів соціально-культурного призначення в Харківській області та Херсоні. Зокрема в Херсоні:
- житловий будинок по вулиці Європейській (1948—1952);
- забудова проспекту Незалежності (1948—1952);
- кінотеатр «Україна» (1951—1952);
- стадіон «Локомотив» (1959—1961).